# Rio Truandó
O rio Truandó é um curso de água sul-americano que banha a Colômbia. É um afluente da margem esquerda do rio Atrato.